# كارول باسكن
كارول باسكن ( ستيرز جونز ؛ من مواليد 6 يونيو 1961) ناشطة أمريكية في مجال حقوق القطط الكبيرة ومالكة «إنقاذ القط الكبير» ، وهو ملاذ للحيوانات غير ربحي مقره بالقرب من تامبا ، فلوريدا .  
لفتت باسكن انتباه الرأي العام عندما ظهرت في المسلسل الوثائقي ملك النمرعلى نتفلكس في عام 2020م حول مشغل حديقة الحيوانات خاصة في أوكلاهوما يعرف باسم جو إكزوتيك. تتبع سلسلة نتفلكس كل من باسكن وجو، لتصوير نزاعاتهما المستمرة والمتصاعدة على الحيوانات الغريبة في حدائق الحيوان الخاصة. بعد إصدار المسلسل، تم استهداف باسكن من قبل ميم الإنترنت المتعلقة باختفاء دون لويس، زوجها الثاني.

## بداية حياتها
ولدت كارول ستيرز جونز في 6 يونيو 1961 في قاعدة لاكلاند الجوية في مقاطعة بيكسار بولاية تكساس.  أعربت عن اهتمامها بإنقاذ القطط عندما كانت في التاسعة، لكنها قررت عدم متابعة مهنة الطب البيطري بعد أن علمت أن الأطباء البيطريين يقتلون الحيوانات. 
قالت باسكن إنها في الرابعة عشرة من عمرها ، تعرضت للاغتصاب الجماعي من قبل ثلاثة رجال عاشوا عبر الشارع من منزلها، وتقول إنها لم تتلق أي دعم عاطفي من عائلتها المسيحية المحافظة.  ثم انسحبت من المدرسة الثانوية وغادرت المنزل مع موظف محلي في حلبة التزلج .   ثم قامت بالتنقل ذهابًا وإيابًا بين فلوريدا و بانجور ، مين ، نائمة تحت سيارات متوقفة. اشترت لاحقًا شاحنة داتسون ونامت على ظهر الشاحنة مع قطتها الأليفة.
عادت باسكن لاحقًا إلى فلوريدا وعملت في متجر تامبا ، حيث بدأت علاقة مع رئيسها مايكل موردوك.  انتقلت معه عندما كانت في السابعة عشرة من عمرها ، وتزوجت ، وأنجبت ابنة. لكسب المال ، بدأت في تربية القطط. وبدأت أيضًا في إنقاذ الوشق الأحمر أو الوشق الكميت، واستخدمت اللاما في أعمال تهذيب العشب.  في يناير 1981 ، تركت موردوك والتقت بزوجها الثاني في نهاية المطاف دون لويس ، وانضمت إليه لاحقًا في مجال العقارات.

## المسار المهني
بصفتها كارول لويس ، أسست هي وزوجها دون الحياة البرية في شارع إيزي ، وهو ملاذ للحيوانات بالقرب من تامبا للقطط الكبيرة ، في عام 1992م. وهي الرئيس التنفيذي الحالي للحرم الذي أعادت تسميته إلى إنقاذ القط الكبير، في وقت ما بعد اختفاء لويس عام 1997.    لقد استخدمت وسائل التواصل الاجتماعي مثل الفيسبوك واليوتيوب والبودكاست الخاص بها «ذا كات شات» للترويج للنشاط ضد حدائق الحيوان الخاصة.  وصفتها نيويورك تايمز وهوليوود ريبورتر بأنها ناشطة في مجال حقوق الحيوان .  
في مارس 2020 ، تم إغلاق مركز إنقاذ القط الكبير مؤقتًا بسبب جائحة الفيروس التاجي في فلوريدا .  

## الحياة الشخصية

### الزيجات
انتقلت مع مايكل موردوك ، رئيسها في المتجر الذي عملت فيه ، عندما كانت في السابعة عشرة.  تزوج الزوجان في 7 أبريل 1979م. قالت باسكن إنها لم تحبه أبدًا وتزوجته فقط لأن والديها خاب أملهما لأنهما كانا يعيشان معًا خارج الزواج.  أصبحت حاملاً بعد فترة وجيزة ، ولدت الابنة جيمي فيرونيكا موردوك في 16 يوليو 1980م. 
وفقا لباسكن ، في عام 1980م، عندما كانت في التاسعة عشرة من عمرها ، ألقت بطاطس على موردوك وهو يحاول مهاجمتها. هربت من منزلها حافية القدمين والتقت بزوجها التالي دون لويس في شارع نبراسكا في تامبا.   أقامت هي ولويس في علاقة غرامية بينما كان كلاهما لا يزالان متزوجين. أصبحت واحدة من صديقات لويس المتعددين ونمت ثروته بشكل كبير من خلال مساعدته على شراء وبيع العقارات في عام 1984م.  طلق الزوجان أزواجهما وتزوجا بعد ذلك في عام 1991م. 
وحسب ما ذكرت ، كان لويس مهووسًا بالجنس وكان يطير كثيرًا إلى كوستاريكا (حيث كان لديه ممتلكات عقارية كبيرة) وكان توقيت الرحلات كلما كانت حائض .   في يوليو 1997م، قدم لويس أمرًا تقييد ضدها ، مدعياً أنها هددت بقتله ؛ تم رفض أمر التقييد.  تدعي باسكن أنه قدم أمر التقييد لأنها ستنقل بعض ممتلكاته «غير المرغوب فيها» كلما زار كوستاريكا. استمر لويس في العيش مع باسكن بعد ذلك.  أخبرها لويس عدة مرات أنه يريد الطلاق ، لكنها لم تعتقد أنه كان جادًا في ذلك. 
اختفى لويس في أغسطس 1997م  وأعلن وفاته قانونيًا في عام 2002م.   تلا ذلك خلاف بينها وبين أطفال لويس حول التركة ، حيث سادها بصفتها الوريث الأساسي.  لا تزال حالة اختفائه مفتوحة حتى عام 2020م. 
قابلت هوارد باسكن في نوفمبر 2002م في حفل انطلاق لمنظمة لا حيوانات أليفة بلا مأوى التي تم تشكيلها حديثًا.  انضم إلى إنقاذ القط الكبير بعد فترة وجيزة من رئاسة المجلس الاستشاري. تقدم لخطبتها في نوفمبر 2003م ، وتزوجا في نوفمبر 2004م.

### عداء جو إكزوتيك وملك النمر
باسكن لديها عداء طويل الأمد مع المالك السابق حديقة حيوانات وينوود الغريبة إكزوتيك في أوكلاهوما.   ادعى جو إكزوتيك أن باسكين كانت متورطًه في اختفاء لويس.  شارك إكزوتيك في مضايقة باسكن، بما في ذلك التعدي على العلامات التجارية.  في عام 2013م ، أمرت المحكمة جو بدفع مليون دولار لها كتعويض ، مما أدى إلى إفلاسه.  في عام 2020م، أدين بمحاولة توظيف قاتل لقتلها.  

## روابط خارجية
- كارول باسكن على موقع IMDb (الإنجليزية)
- كارول باسكن على موقع قاعدة بيانات الفيلم (الإنجليزية)